# فوسفانات

الفوسفان (أحادي الفوسفان) هو أبسط الفوسفانات

الفوسفانات هي مجموعة من المركبات الكيميائية للفوسفور الثلاثي مع الهيدروجين، ومشتقاتها العضوية، والتي تكون فيها الرابطة الأحادية هي السائدة. أبسط هذه المركبات هو أحادي الفوسفان PH3، والذي يعرف باسمه الشائع فوسفين؛ ومن الأمثلة على المشتقات العضوية مركب ثلاثي فينيل الفوسفين.
هناك بنى عديدة للفوسفونات، والتي يمكن أن توجد مثلاً على شكل سلاسل خطية وذلك بشكل مشابه نوعاً ما إلى سلاسل الألكانات الكربونية؛ بالتالي يوجد هناك مركبات مثل ثنائي الفوسفان وثلاثي الفوسفان، ولكن يصل العدد الأعظمي من ذرات الفوسفور في تلك السلاسل إلى 6. يمكن أيضاً أن توجد فوسفانات حلقية حيث يمكن أن تحوي عدداً أكبر من ذرات الفوسفور في البنية الحلقية. بشكل مماثل للبورانات فإن الفوسفانات تسمى بعدد ذرات الفوسفور فيها.

رباعي الفوسفان

.